# Chapelle Saint-Blaise des Baux-de-Provence
La chapelle Saint-Blaise des Baux-de-Provence est une ancienne chapelle romane située dans le village des Baux-de-Provence, dans le département français des Bouches-du-Rhône en région Provence-Alpes-Côte d'Azur.

## Localisation
La chapelle est située à la limite du village des Baux-de-Provence et du château des Baux, au-delà du pavillon d'entrée au château.

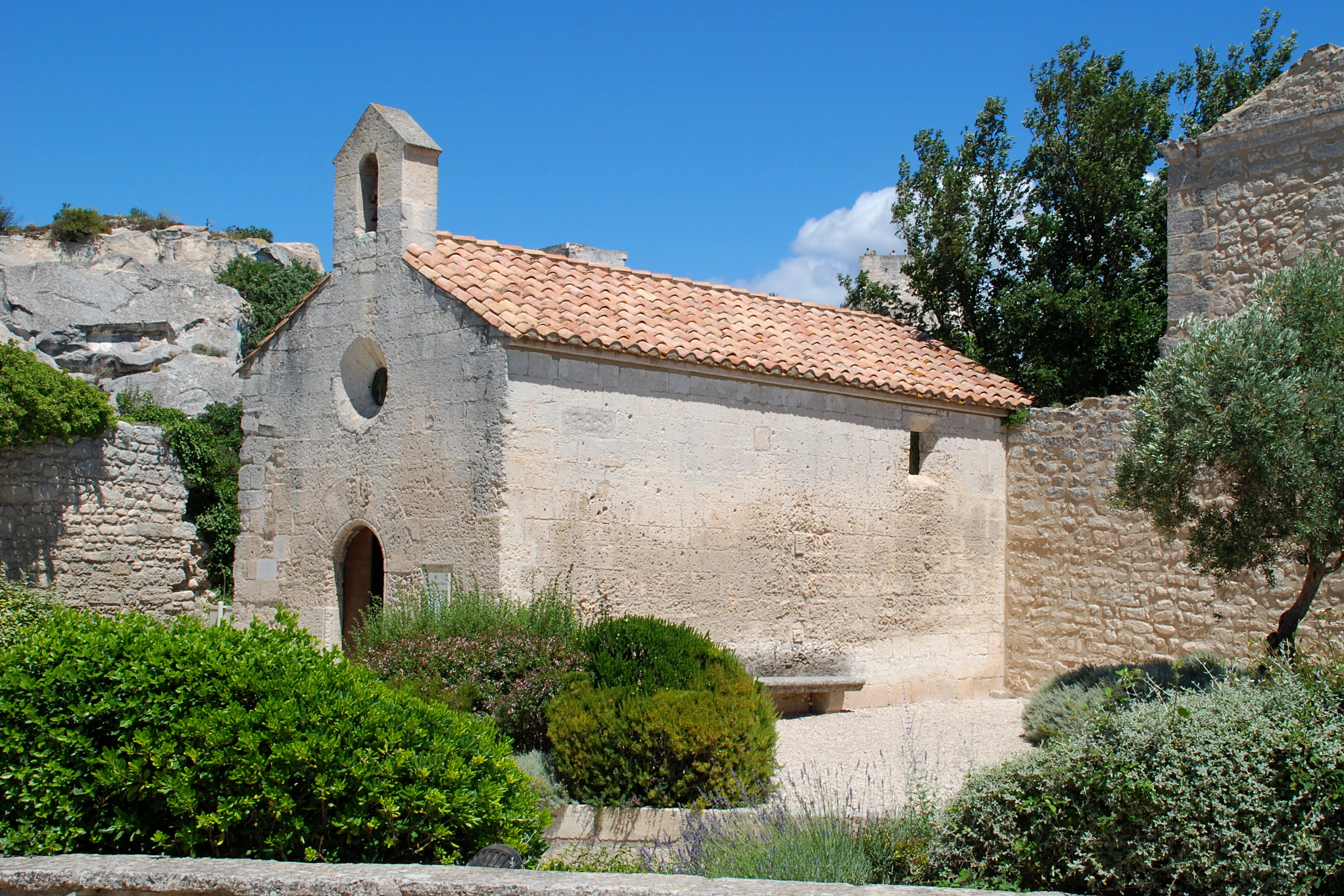

## Historique du site
À proximité de la chapelle, des silex taillés, ainsi que des monnaies de l'Antiquité et de la céramique ont été trouvés dès la fin du XIXe siècle. Ainsi, en 1897, Isidore Gilles évoque des tessons qu'il qualifie de « celtiques », mais aussi d'époque romaine et grecque. Des sondages effectués en 1988 à la chapelle ont mis au jour un mobilier important : des clous, du verre, de la céramique protohistorique et campanienne, d'époque tant antique que médiévale. Le remblai découvert pour l'occasion a accueilli des sépultures modernes.

## Historique de la chapelle
La chapelle date du XIIe siècle : elle fut élevée par la corporation des tisserands et des cardeurs de laine en l'honneur de leur patron et devint le siège de leur confrérie au XVIIe siècle.
Elle fait l'objet d'un classement au titre des monuments historiques depuis le 9 juin 1904.
Elle est actuellement désacralisée et abrite la projection permanente du film La Provence vue du ciel.

## Architecture
La chapelle, de très petites dimensions, est édifiée en pierre de taille assemblée en grand appareil et est couverte de tuiles romaines.
La façade occidentale est percée d'un oculus traité en entonnoir et d'une porte dont l'arc en plein cintre est composé de claveaux de grandes dimensions. 
Elle est surmontée d'un clocheton à baie campanaire unique.
La façade latérale n'est percée que d'une minuscule fenêtre rectangulaire.